# 安達大
安達 大（あだち だい、本名:長谷川 大、1992年10月23日 - ）は、東京都台東区（浅草）出身のタレント。血液型AB型。てんびん座。堀越高等学校卒業。安達祐実、安達哲朗の異父弟、スピードワゴンの井戸田潤は元義兄である。

## 人物
2005年4月に台東区立駒形中学校に入学、その後2008年4月に堀越高等学校に入学。その後、卒業。
母の有里のヌード写真集に関して姉の祐実は「撮ったものは仕方がない」と寛大な態度をとっていたが、大は複雑な心境だった様で「母が美容整形したときは、まあ許せたが写真集を出したときは学校のクラスメイトから何か悪く思われているのではないかと思って、とてもつらかった」と『悪魔の契約にサイン』出演時に涙ながらに告白している。これに対し母の有里は「大が学校でいじめられたら、海外に留学でもさせればいいかなと思った」と笑いながら返している。
2011年の舞台出演以降、表立った活動は見られないが、サンミュージックブレーンに籍は置いたままである。

## 出演

### テレビドラマ
- 愛の劇場 最終シリーズ 大好き!五つ子（2009年2月23日 - 3月3日、TBS） - 小泉拓哉 役
- ごくせん 卒業スペシャル'09（2009年3月28日、日本テレビ） - 大友大 役
- 相棒 season8 第6話（2009年11月18日、テレビ朝日）

### バラエティ
- お宝探し　グルメ激辛大冒険超極楽!!爆笑ボルネオ島の旅」（日本テレビ）
- 安達祐実のクジラに会いたい〜極上リゾート!メキシコ・ロスカボスの旅〜（テレビ朝日）
- 悪魔の契約にサイン（2009年1月14日、TBS）
- ごくせん特番 7年間の歴史すべて見せますSP!!（2009年7月11日、日本テレビ）

### 映画
- ごくせん THE MOVIE（2009年7月11日、東宝） - 大友大 役
- 育子からの手紙（2010年4月17日、フィルム・クレッセント）

### 舞台
- 怪傑パンダース 第2回本公演「リーゼント総理」（2011年10月13日 - 23日、テアトルBONBON） - 龍神会構成員、坂本山竜馬 役

### CM
- NTTドコモ「ケータイ安全教室」（2010年4月 - 終了）